# Elli Kokkinu
Elli Kokkinou (en griego Έλλη Κοκκίνου) (24 de julio de 1970) es una cantante griega nacida en  Atenas, una de las más populares en Grecia hoy en día. Ha cantado con personalidades griegas tales como Anna Vissi, Glykeria, Paschalis Terzis, Sakis Rouvas, Tolis Voskopoulos, Natassa Theodoridou, Giorgos Tsalikis y Kalomoira.

## Discografía
| - 1999: Epikindyna Paihnidia - 2000: Andriki Kolonia - 2003: Sto Kokkino - 2003: Paradinomai (Best of) - 2004: Sto Kokkino Platinum Edition - 2005: SEX (Elli Kokkinou album) - 2006: Ki Allo Platinum Edition - 2007: Eilikrina - 2011: Ta Genethlia Mou - 2017: Afti Ime Ego | - 1998: "Kapoia Mera" - 2000: "Pao/Lexi Pros Lexi" - 2007: "Lipame Ilikrina" - 2008: "Min Ta Paratas" - 2009: "Pame Xana" - 2011: "Eroteutika" - 2012: "Kardia Apo Giali" - 2013: "Kalinihta" - 2014: "Matia Kleista" - 2016: "Μακάρι" - 2018: "Όλα Λάθος" - 2004: Sto Kokkino - Karaoke |